# 梨竹属
梨竹属（学名：Melocanna）是禾本科下的一个属，为乔木状竹。该属共有2种，分布于印度、缅甸等地。